# Филарет (Долж)
Филарет (рум. Filaret) насеље је у Румунији у округу Долж у општини Ђурђица. Oпштина се налази на надморској висини од 62 m.

## Становништво
Према подацима из 2002. године у насељу је живело 55 становника, од којих су сви румунске националности.